# Legitimación procesal
La legitimación procesal es un concepto que alude a la facultad que debe ostentar un determinado sujeto de derecho para actuar en un proceso con relación a una materia litigiosa. Se relaciona con las instituciones jurídicas denominadas legitimatio ad causam y legitimatio ad processum; la primera referida a la necesidad de que el sujeto que pretenda ser parte de un proceso sea titular del derecho en conflicto cuya tutela reclama y la segunda referida a la capacidad personal de intervenir en dicho proceso por estar habilitado por ley para ello, ya sea que el sujeto obre por sí mismo o en representación de un tercero. De acuerdo con el Diccionario de la lengua española la legitimación procesal es la "posibilidad de una persona para ser parte activa o pasiva en un proceso o procedimiento por su relación con el objeto litigioso".